# Outland (Reuter/Boddy)
Outland is een studioalbum van Ian Boddy en Markus Reuter. Zij maken vanaf 1999 als combinatie ambientmuziek, waarbij looping een belangrijke rol speelt. Het geeft de muziek een golvend karakter. Opnamen vonden plaats gedurende de maanden september en oktober 2020 , waarna Boddy het in november afmixte. Hun gespecialiseerde muziek heeft maar een kleine niche binnen de ambientmuziek; de oplage werd daarom beperkt gehouden tot 500 exemplaren. Omdat er ook een beperkt aantal elpees (250 exemplaren) werd geperst, werd ook de speelduur kort gehouden, 40:38.
Initiatief voor het album kwam van Reuter, die zijn werk vastlegde in zijn eigen geluidsstudio in Duitsland en vervolgens de bestanden doorzond naar Boddy in Engeland. Vanwege de coronapandemie zat gezamenlijk werk er dit keer niet in.

## Musici
- Ian Boddy- synthesizers. modulaire systemen, Roland System 100-M, Moog Voyager en Moog Matriarch, etc.
- Markus Reuter – Touch guitars, elektronica, looping

## Muziek
| Nr. | Titel     | Duur |
| --- | --------- | ---- |
| 1.  | Citadel   | 6:24 |
| 2.  | Parallels | 7:32 |
| 3.  | Outland   | 6:27 |
| 4.  | Brood     | 6:17 |
| 5.  | Trails    | 8:33 |
| 6.  | Home      | 6:22 |